# NGC 4547
NGC 4547 je eliptická galaxie v souhvězdí Velké medvědice, Její zdánlivá hvězdná velikost je 14,5m. Galaxii objevil William Herschel 17. dubna 1789.